# Бирдик (Ыссык-Атинский район)
Бирдик (кирг. Бирдик) — село в Ысык-Атинском районе Чуйской области Кыргызстана. Находится на территории айылного аймака Кочкорбаев.
Ранее село носило название Денисовка. Население по переписи 2009 года составляло 2171 человек. Почтовый индекс Бирдика — 725001.
Ближайшие населённые пункты: Кант — 9 км, Красная Речка — около 8,5 км, Кировское — около 4,5 км, Милянфан — около 10 км.